# Culicoides infulatus
Culicoides infulatus är en tvåvingeart som beskrevs av Mercedes Delfinado 1961. Culicoides infulatus ingår i släktet Culicoides och familjen svidknott. Inga underarter finns listade i Catalogue of Life.